# Piłkarski Turniej na Cyprze 2000
Piłkarski Turniej na Cyprze 2000 – turniej piłkarski na Cyprze zorganizowano po raz czwarty w 2000 roku. Uczestniczyły w nim osiem reprezentacji: gospodarzy, Litwy, Łotwy, Słowacji, Rumunii, Gruzji, Armenii i 
Mołdawii.

## Ćwierćfinały
| 2 lutego Limassol |  | Cypr | 2 | - | 1 (0-0) | Litwa |

| 2 lutego Pafos Cypr |  | Rumunia | 2 | - | 0 (1-0) | Łotwa |

| 2 lutego Larnaka Cypr |  | Gruzja | 2 | - | 0 (0-0) | Słowacja |

| 2 lutego Larnaka Cypr |  | Armenia | 2 | - | 1, po dogrywce (1-1, 1-0) | Mołdawia |

## Półfinały

### Półfinały o miejsca 5-8
| 4 lutego Larnaka Cypr |  | Litwa | 1 | - | 2 (0-1) | Mołdawia |

| 4 lutego Pafos Cypr |  | Łotwa | 1 | - | 3 (0-1) | Słowacja |

### Półfinały o miejsca 1-4
| 4 lutego Nikozja |  | Cypr | 3 | - | 2, po dogrywce (2-2, 2-2, 2-0) | Armenia |

| 4 lutego Pafos Cypr |  | Rumunia | 1 | - | 1, po dogrywce, karne: 4:2 (1-1, 1-1, 0-0) | Gruzja |

## Mecz o siódme miejsce
| 6 lutego Larnaka Cypr |  | Litwa | 2 | - | 1 (0-1) | Łotwa |

## Mecz o piąte miejsce
| 6 lutego Larnaka Cypr |  | Mołdawia | 2 | - | 0 (0-0) | Słowacja |

## Mecz o trzecie miejsce
| 6 lutego Limassol Cypr |  | Gruzja | 2 | - | 1 (1-1) | Armenia |

## Finał
| 6 lutego Nikozja |  | Cypr | 3 | - | 2, po dogrywce (2-2, 1-1) | Rumunia |

Zwycięzcą piłkarskiego turnieju na Cyprze 2000 została reprezentacja Cypru.